# Montagne di Nuba
Le Montagne di Nuba sono un'area di circa 48.000 km² collocata nel Kordofan meridionale in Sudan. Le 
montagne coprono una zona larga 64 km e lunga 140 km e sono più alte della pianura circostante dai 405 ai 910 metri circa.
La zona è arida ma, a paragone delle zone circostanti, la vegetazione è verde e lussureggiante.
Le montagne sono quasi prive di strade e i villaggi sono interconnessi tra di loro tramite un'antica rete di sentieri che non sono percorribili in automobile. La stagione piovosa parte dalla metà di maggio e dura fino a metà ottobre. Le precipitazioni annue sono tra i 400 ed i 800 millimetri e consentono il pascolo del bestiame e l'agricoltura.
Nelle Montagne di Nuba è nato Michele Amatore, soldato italiano di colore che partecipò al risorgimento. La popolazione indigena detta Nuba, aderiva all'Esercito di Liberazione del Popolo di Sudan (SPLA), tradotto Forza Armata per la Liberazione del Popolo Sudanese che combatteva i Baggara Arabi armati invece da Khartum nella Seconda Guerra Civile Sudanese. La regione è attualmente sotto il controllo del governo centrale e l'Accordo di Naivasha (Comprehensive Peace Agreement) non prevede la cessione di questo territorio al Sudan del Sud.
La situazione ambigua e l'incremento di violenza pubblica potrebbero fare prevedere che questo luogo potrebbe essere il nuovo possibile teatro di guerra per un futuro conflitto come quello del Darfur.